# Grabe
 Grabe  falu Horvátországban Krapina-Zagorje megyében. Közigazgatásilag Bedekovčinához tartozik.

## Fekvése
Zágrábtól 30 km-re, községközpontjától  4 km-re északra a Horvát Zagorje területén fekszik.

## Története
1857-ben 362, 1910-ben 847 lakosa volt. Trianonig Varasd vármegye Zlatari járásához tartozott. A településnek 2001-ben 444 lakosa volt.

## Külső hivatkozások
Bedekovčina község hivatalos oldala